# Østfold megye

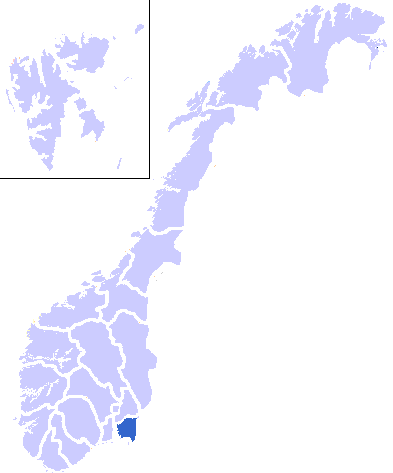
Østfold elhelyezkedése Norvégiában.

Østfold megye Norvégia délkeleti Østlandet régiójában, az Oslo-fjord keleti partja és Svédország között terül el. Szomszédai Akershus, illetve a svéd Västra Götaland megye (illetve az öböl túloldalán a norvég Buskerud és Vestfold megyék.)

## Nevének eredete
Az Oslo-fjord régi neve a norvég nyelvben Fol volt. Az Østfold név a fjord keleti oldalán fekvő területre utal.

## Leírása
Területe 4182 km², ezzel a 17. Norvégia 19 megyéje közt (és körülbelül akkora, mint a magyar Győr-Moson-Sopron vármegye). Népessége alapján a 6. legnagyobb norvég megye: lakossága 297 520 fő (2019. jan. 1.) (körülbelül annyi, mint Zala vármegyéé).
Közigazgatási központja Sarpsborg, legnagyobb városa Fredrikstad.

## Nevezetességei
Ebben a térségben és a szomszédos svédországi Bohuslän tartományban található az európai bronzkori sziklarajzok legnagyobb koncentrációja. Az itteni sziklarajzok mind az i. e. 18. század és az i. e. 600 között, közelebbről egyelőre meg nem határozható, de valószínűleg hosszú időszak alatt készültek.
A képeket kővel faragták a helyi kőzetbe, azokat nem festették. A piros színt a vonalak az 1950-es években kapták, amikor a láthatóságuk érdekében kiszínezték azokat. Ma már a szakértők nagy része nem ért egyet ezzel a módszerrel.

### Begby
A Fredrikstad községhez tartozó Begby mellett több mint 170 sziklarajzot találtak a helyi bronzkor idejéből. Akkoriban ezek a kövek közvetlenül a tengerparton lehettek, azóta a szárazföld – a súlyos jégkorszaki jégtakaró elolvadása nyomán – mintegy 12–17 méterrel kiemelkedett, így a rajzok beljebb kerültek a szárazföld felé. A kultikus hely közelében későbbi vaskori temetkezések is voltak. Közöttük van egy hosszúkás alakú sír, (ilyenekbe általában a társadalom különlegesen megbecsült női tagjait helyezték) kiemelt helyen egy domb tetején. Ezeket a sírokat még nem vizsgálták régészek.

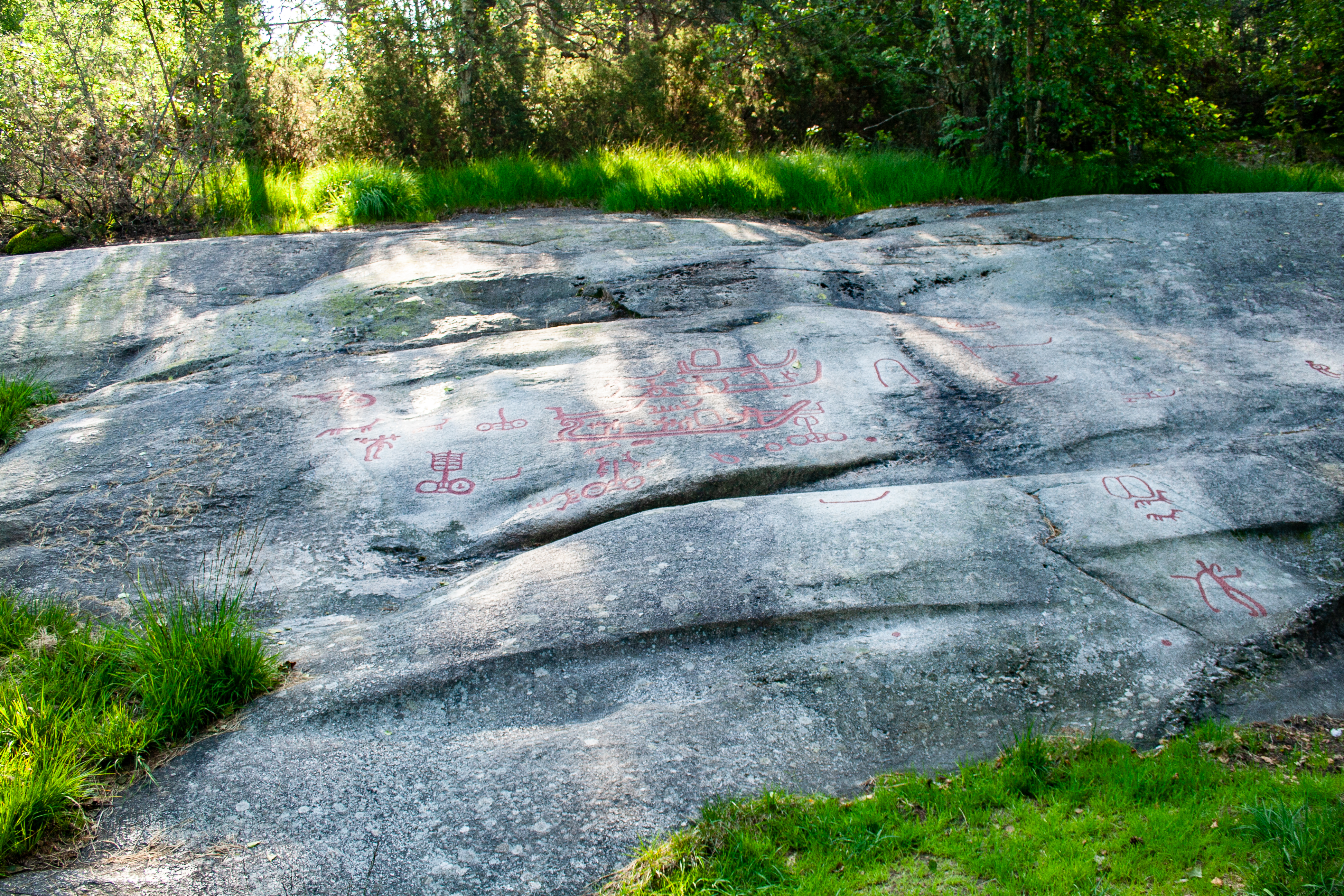
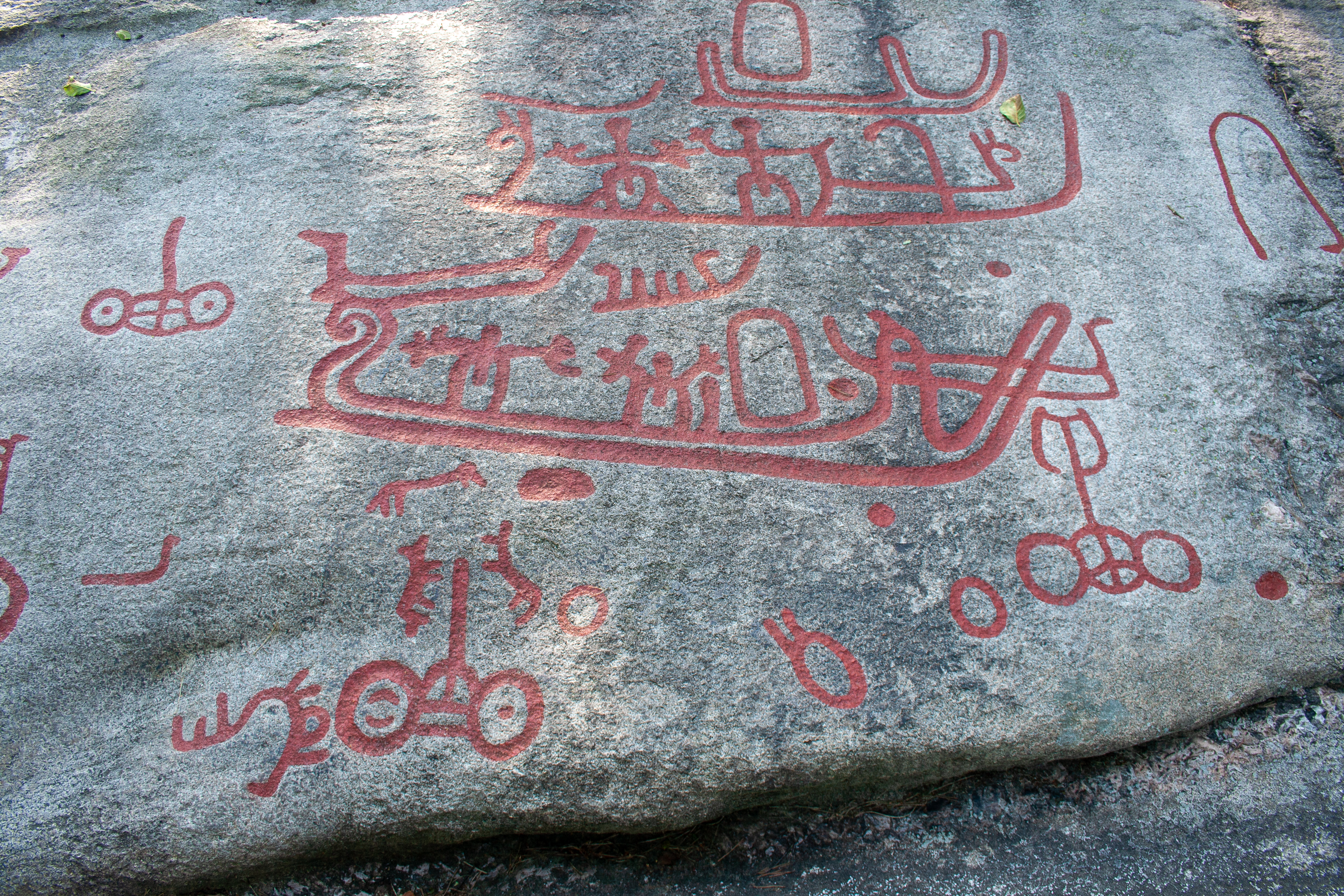
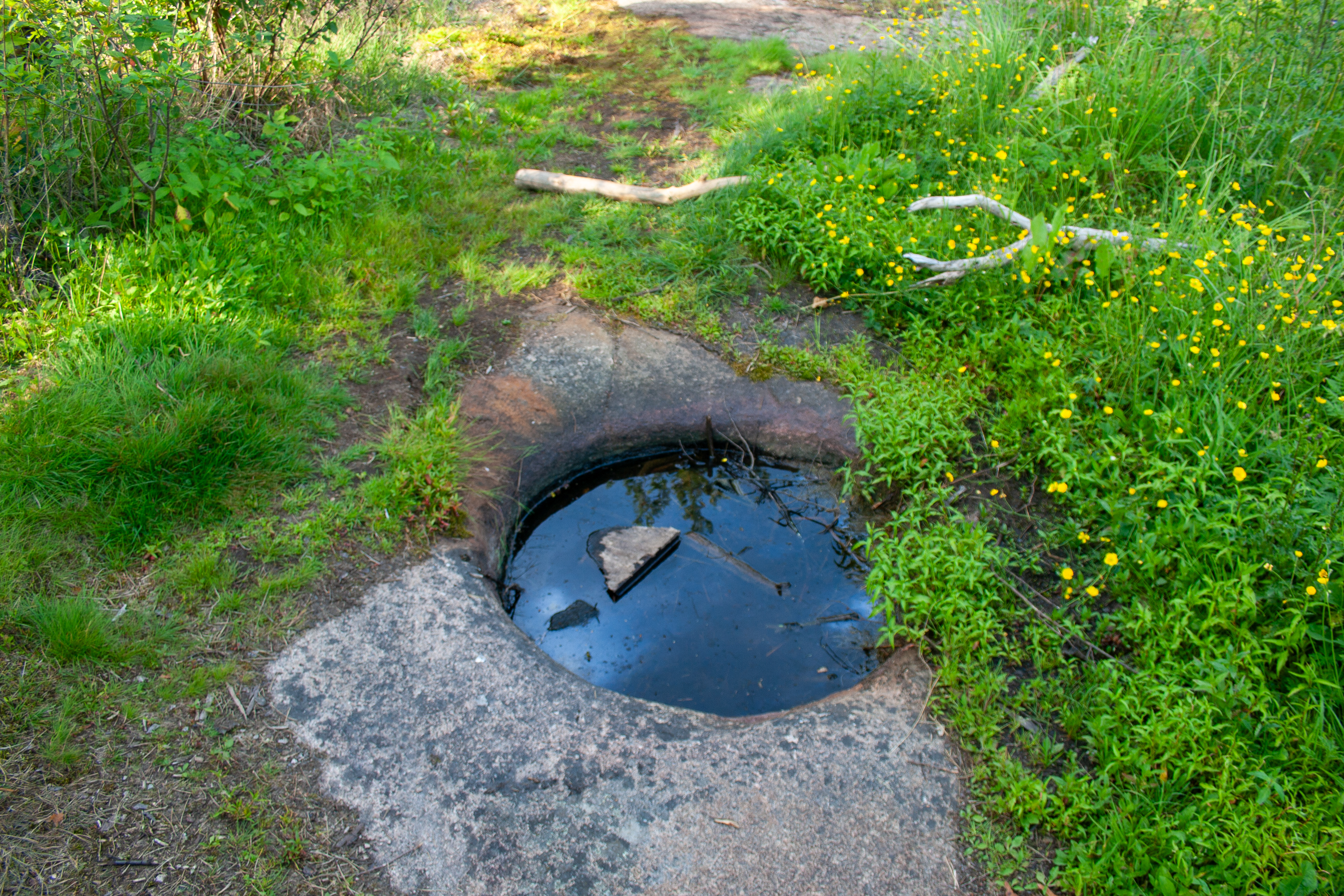
Gleccsertál a sziklarajzok közelében, ez is kultikus hely lehetett
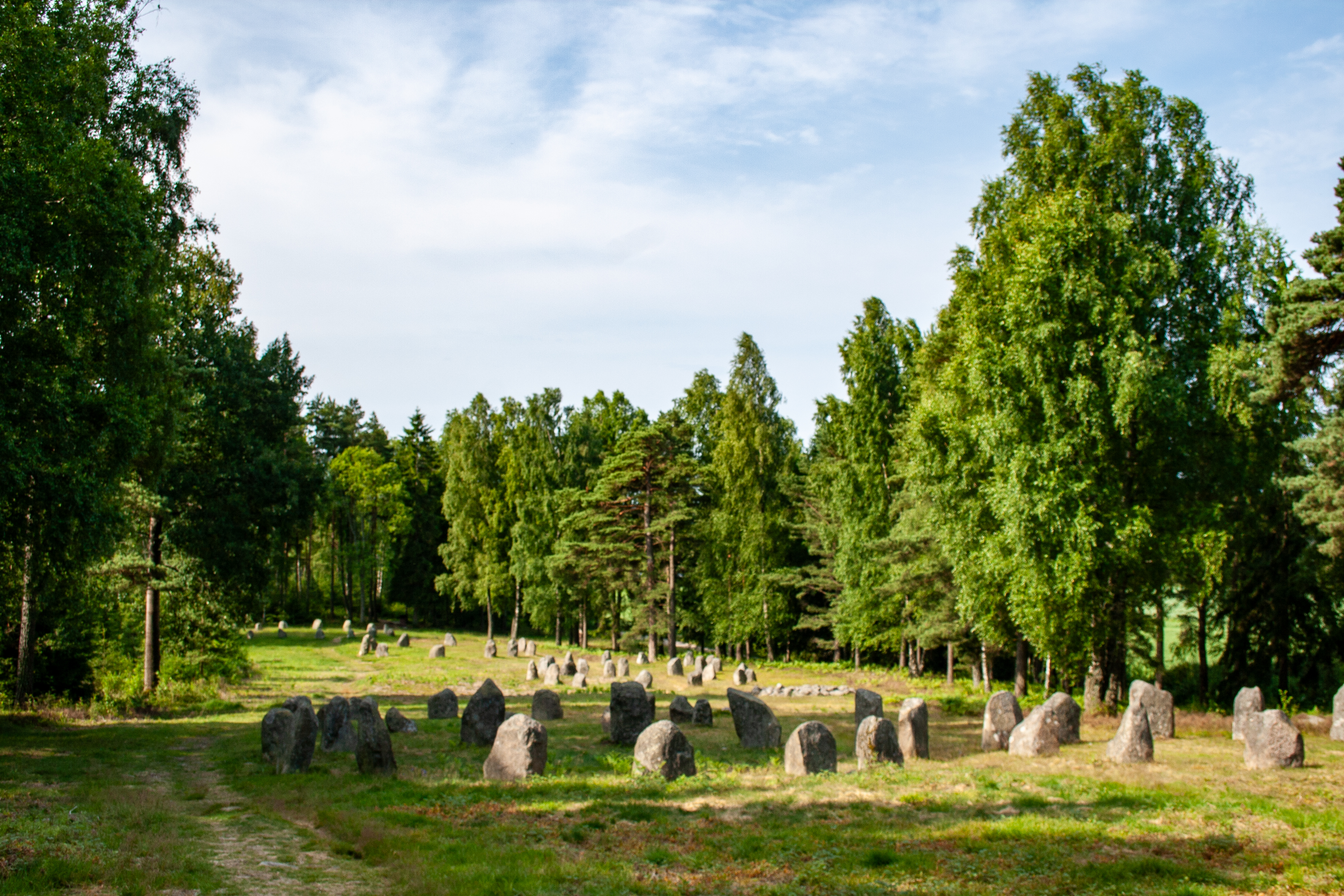
Hunn, kőkörök mezeje

### Hunn
A közeli Hunn melletti kőkörök is messze földön híresek. Kilenc kőkör és összesen mintegy 150 újkőkorszaki, bronzkori és vaskori sírhely és más emlék található itt, de biztosan lehet tudni, hogy sok más rejtőzik még a föld alatt. A kőből kirakott köröket az i. e. 500 és időszámításunk kezdete közötti időszakra, az úgynevezett rómaiak előtti vaskorra datálták. Megtalálták itt továbbá egy a rómaiak korából, azaz az időszámítás első évszázadaiból származó kis erődítmény maradványait, valamint a közelben van egy híres, 1660-ban, az északi háború (1655–60) során lejátszódott norvég-svéd csata helyszíne is.

## Önkormányzat és közigazgatás
Østfoldnak 17 községe van, ezek:
| 1. Aremark 2. Askim 3. Eidsberg 4. Fredrikstad 5. Halden 6. Hobøl 7. Hvaler 8. Marker 9. Moss 10. Rakkestad 11. Rygge 12. Rømskog 13. Råde 14. Sarpsborg 15. Skiptvet 16. Spydeberg 17. Trøgstad 18. Våler | Østfold községeinek elhelyezkedése |